# Jo Churchill
Pour les articles homonymes, voir Churchill.
Johanna Peta Churchill, née le 18 mars 1964, est une femme politique britannique, membre du Parti conservateur.
Elle est députée de Bury St Edmunds et whip adjoint du gouvernement, puis elle devient sous-secrétaire d'Etat parlementaire auprès de Matthew Hancock, ministre de la Santé, le 24 juillet 2019.
Elle est ministre d'État à l'Emploi du 13 novembre 2023 au 5 juillet 2024.

## Biographie
Elle fait ses études à l'école Dame Alice Harpur. Elle est directeur financier d'une entreprise d'échafaudages et membre du conseil du comté du Lincolnshire.
Elle est députée pour la circonscription de Bury St Edmunds dans le Suffolk, qui comprend Bury St Edmunds et Stowmarket, élue en 2015. Auparavant, elle siège au Comité Femmes et Égalités et au Comité restreint de vérification environnementale.
Elle est opposée au Brexit avant le référendum de 2016. Elle a depuis déclaré que le résultat du référendum sur l'UE devait être respecté, et a donc soutenu Theresa May dans le déclenchement de l'article 50 (le processus formel de sortie de l'UE).
Elle est nommée whip adjointe du gouvernement lors du remaniement du 9 janvier 2018, après avoir occupé le poste de PPS pour Jeremy Hunt, secrétaire d'État au ministère de la Santé.